# Angoisse
Angoisse – miejscowość i gmina we Francji, w regionie Nowa Akwitania, w departamencie Dordogne.
Według danych na rok 1990 gminę zamieszkiwało 559 osób, a gęstość zaludnienia wynosiła 24 osób/km² (wśród 2290 gmin Akwitanii Angoisse plasuje się na 670. miejscu pod względem liczby ludności, natomiast pod względem powierzchni na miejscu 421.).